# Pro Evolution Soccer Management
Pro Evolution Soccer Management è un videogioco a tema calcistico (che si basa sulla gestione di una squadra a scelta) prodotto e sviluppato da Konami e pubblicato sempre da questo il 23 novembre 2006.
Ufficiali le licenze di Serie A, Primera División (LFP) ed Eredivisie.

## Modalità di gioco
Il gioco è basato sulla stagione calcistica 2005/06. All'inizio del gioco, viene chiesto di selezionare il club da gestire a scelta tra 114 club, che vanno da 6 diversi campionati tra cui scegliere. Questi sono: Premier League of England. La Liga di Spagna. Serie A d'Italia. Bundesliga della Germania. Ligue 1 della Francia. Eredivisie dei Paesi Bassi. Ogni volta che una partita viene completata, vengono guadagnati punti Gloria. I punti gloria possono essere spesi nel gioco per sbloccare determinati giocatori, funzioni extra, ecc.
Quando viene raggiunto un certo totale, è possibile richiedere la gestione di una nuova squadra (migliore è la squadra, più punti Gloria occorrono). Man mano che si rimane in un club più a lungo, si guadagnano più punti Gloria.

## Allenatori

### Nazionali
UEFA A
- Bulgaria -  Hristo Stoičkov
- Francia -  Raymond Domenech
- Croazia -  Zlatko Kranjčar
- Danimarca -  Morten Olsen
- Germania -  Jürgen Klinsmann
- Grecia -  Otto Rehhagel
- Inghilterra -  Sven-Göran Eriksson
- Irlanda -  Brian Kerr
- Irlanda del Nord -  Lawrie Sanchez
- Italia -  Marcello Lippi
- Lettonia -  Jurijs Andrejevs
- Norvegia -  Åge Hareide
- Paesi Bassi -  Marco van Basten
- Polonia -  Paweł Janas
- Portogallo -  Luiz Felipe Scolari
- Rep. Ceca -  Karel Brückner
- Ungheria -  Lothar Matthäus

UEFA B
- Galles -  John Toshack
- Romania -  Victor Pițurcă
- Scozia -  Walter Smith
- Serbia e Montenegro -  Ilija Petković
- Slovacchia -  Dušan Galis
- Slovenia -  Branko Oblak
- Spagna -  Luis Aragonés
- Svezia -  Lars Lagerbäck
- Svizzera -  Jakob Kuhn
- Ucraina -  Oleh Blochin

CAF
- Camerun -  Artur Jorge
- Costa d'Avorio -  Henri Michel
- Tunisia -  Roger Lemerre

CONCACAF e CONMEBOL
- Messico -  Ricardo La Volpe
- Stati Uniti -  Bruce Arena
- Argentina -  José Pekerman
- Brasile -  Carlos Alberto Parreira
- Colombia -  Reinaldo Rueda
- Ecuador -  Luis Suárez
- Paraguay -  Aníbal Ruiz
- Uruguay -  Jorge Fossati
- Venezuela -  Richard Páez

AFC e OFC
- Arabia Saudita -  Gabriel Calderón
- Cina -  Zhu Guanghu
- Giappone -  Zico
- Iran -  Branko Ivanković

### Club
Premier League
- Arsenal -  Arsène Wenger
- Aston Villa -  David O'Leary
- Birmingham City -  Steve Bruce
- Blackburn -  Mark Hughes
- Bolton -  Sam Allardyce
- Charlton -  Alan Curbishley
- Chelsea -  José Mourinho
- Everton -  David Moyes
- Fulham -  Chris Coleman
- Liverpool -  Rafael Benítez
- Manchester City -  Stuart Pearce
- Manchester Utd -  Alex Ferguson
- Middlesbrough -  Steve McClaren
- Newcastle Utd -  Graeme Souness
- Portsmouth -  Alain Perrin
- Sunderland -  Mick McCarthy
- Tottenham -  Martin Jol
- West Bromwich -  Bryan Robson
- West Ham Utd -  Alan Pardew
- Wigan -  Paul Jewell

 Ligue 1
- Ajaccio -  Rolland Courbis
- Auxerre -  Jacques Santini
- Bordeaux -  Ricardo Gomes
- Le Mans -  Frédéric Hantz
- Lens -  Francis Gillot
- Lilla -  Claude Puel
- Olympique Lione -  Gérard Houllier
- Olympique Marsiglia -  Jean Fernandez
- Metz -  Joël Muller
- Monaco -  Didier Deschamps
- Nancy -  Pablo Correa
- Nantes -  Serge Le Dizet
- Nizza -  Frédéric Antonetti
- Paris Saint-Germain -  Laurent Fournier
- Rennes -  László Bölöni
- Saint-Étienne -  Élie Baup
- Sochaux -  Dominique Bijotat
- Strasburgo -  Jacky Duguépéroux
- Tolosa -  Erick Mombaerts
- Troyes -  Jean-Marc Furlan

 Bundesliga
- Amburgo -  Thomas Doll
- Arminia Bielefeld -  Thomas von Heesen
- Bayer Leverkusen -  Klaus Augenthaler
- Bayern Monaco -  Felix Magath
- Borussia Dortmund -  Bert van Marwijk
- Borussia M'gladbach -  Horst Köppel
- Colonia -  Uwe Rapolder
- Duisburg -  Norbert Meier
- Eintracht Francoforte -  Friedhelm Funkel
- Hannover 96 -  Ewald Lienen
- Hertha Berlino -  Falko Götz
- Kaiserslautern -  Michael Henke
- Magonza -  Jürgen Klopp
- Norimberga -  Wolfgang Wolf
- Schalke 04 -  Ralf Rangnick
- Stoccarda -  Giovanni Trapattoni
- Werder Brema -  Thomas Schaaf
- Wolfsburg -  Holger Fach

 Serie A
- Ascoli -  Massimo Silva
- Cagliari -  Attilio Tesser
- Chievo -  Giuseppe Pillon
- Empoli -  Mario Somma
- Fiorentina -  Cesare Prandelli
- Inter -  Roberto Mancini
- Juventus -  Fabio Capello
- Lazio -  Delio Rossi
- Lecce -  Angelo Gregucci
- Livorno -  Roberto Donadoni
- Messina -  Bortolo Mutti
- Milan -  Carlo Ancelotti
- Palermo -  Luigi Delneri
- Parma -  Mario Beretta
- Reggina -  Walter Mazzarri
- Roma -  Luciano Spalletti
- Sampdoria -  Walter Novellino
- Siena -  Luigi De Canio
- Treviso -  Ezio Rossi
- Udinese -  Serse Cosmi

 Eredivisie
- ADO Den Haag -  Frans Adelaar
- Ajax -  Danny Blind
- AZ Alkmaar -  Louis van Gaal
- Feyenoord -  Erwin Koeman
- Groningen -  Ron Jans
- Heerenveen -  Gertjan Verbeek
- Heracles Almelo -  Peter Bosz
- NAC Breda -  Ton Lokhoff
- N.E.C. -  Cees Lok
- PSV -  Guus Hiddink
- RBC Roosendaal -  Dolf Roks
- RKC Waalwijk -  Adrie Koster
- Roda JC -  Huub Stevens
- Sparta Rotterdam -  Wiljan Vloet
- Twente -  Rini Coolen
- Utrecht -  Foeke Booy
- Vitesse -  Edward Sturing
- Willem II -  Robert Maaskant

 Primera División
- Alavés -  Chuchi Cos
- Athletic Bilbao -  José Luis Mendilibar
- Atlético Madrid -  Carlos Bianchi
- Barcellona -  Frank Rijkaard
- Real Betis -  Llorenç Serra Ferrer
- Cadice -  Víctor Espárrago
- Celta Vigo -  Fernando Vázquez
- Deportivo La Coruña -  Joaquín Caparrós
- Espanyol -  Miguel Ángel Lotina
- Getafe -  Bernd Schuster
- Maiorca -  Héctor Cúper
- Malaga -  Antonio Tapia
- Osasuna -  Javier Aguirre
- Racing Santander -  Manolo Preciado
- Real Madrid -  Vanderlei Luxemburgo
- Real Saragozza -  Víctor Muñoz
- Real Sociedad -  José María Amorrortu
- Siviglia -  Juande Ramos
- Valencia -  Quique Sánchez Flores
- Villarreal -  Manuel Pellegrini

Altre squadre A
- Anderlecht -  Franky Vercauteren
- Benfica -  Ronald Koeman
- Beşiktaş -  Rıza Çalımbay
- Club Bruges -  Jan Ceulemans
- Celtic -  Gordon Strachan
- Copenaghen -  Hans Backe
- Djurgården -  Kjell Jonevret
- Fenerbahçe -  Christoph Daum
- Galatasaray -  Eric Gerets
- Olympiacos -  Trond Sollied
- Panathīnaïkos -  Alberto Malesani
- Porto -  Co Adriaanse
- Rangers -  Alex McLeish
- Šachtar -  Mircea Lucescu
- Sparta Praga -  Jaroslav Hřebík
- Sporting Lisbona -  Paulo Bento

## Ricezione
Il gioco ha ricevuto recensioni abbastanza negative, principalmente a causa dell'elevata quantità di funzionalità senza licenza nel gioco. Diversi nomi di team manager e team non sono corretti. Inoltre, se un giocatore non è autorizzato al gioco, non comparirà nei risultati di ricerca.  Un altro punto critico è il fatto che i club non possono essere retrocessi, quindi gli stessi club rimangono ogni singola stagione. Questo è stato considerato molto irrealistico e 'pigro' da parte dei creatori, poiché il database utilizzato è lo stesso di Pro Evolution Soccer 5. Ciò limita la modalità di gioco e il divertimento per il giocatore.

## Futuro
È improbabile che venga prodotto un sequel, a causa del fallimento iniziale del gioco nel mondo dei giochi (la serie PES Manager per soli dispositivi mobili segue un formato molto diverso). Tuttavia, è diventato evidente che alcuni fan di Pro Evolution Soccer e Konami considerano la squadra di Let's Make a Soccer di Sega! come sequel spirituale, a causa delle sue somiglianze e del suo stile familiare, nonostante sia un gioco di un altro editore.